# Ковеншеннок Тауншип (округ Армстронг, Пенсільванія)
Ковеншеннок Тауншип (англ. Cowanshannock Township) — селище (англ. township) в США, в окрузі Армстронг штату Пенсільванія. Населення — 2741 особа (2020).

## Демографія
Згідно з переписом 2010 року, у селищі мешкало 2899 осіб у 1128 домогосподарствах у складі 808 родин. Було 1250 помешкань
Расовий склад населення:
| - 98,9 % — білих - 0,2 % — чорних або афроамериканців |

До двох чи більше рас належало 0,7 %. Частка іспаномовних становила 0,4 % від усіх жителів.
За віковим діапазоном населення розподілялося таким чином: 22,9 % — особи молодші 18 років, 61,7 % — особи у віці 18—64 років, 15,4 % — особи у віці 65 років та старші. Медіана віку мешканця становила 41,5 року. На 100 осіб жіночої статі у селищі припадало 106,0 чоловіків;  на 100 жінок у віці від 18 років та старших — 100,4 чоловіків також старших 18 років.
Середній дохід на одне домашнє господарство  становив 60 193 долари США (медіана — 45 833), а середній дохід на одну сім'ю — 72 754 долари (медіана — 57 500). Медіана доходів становила 46 250 доларів для чоловіків та 37 321 долар для жінок. За межею бідності перебувало 13,0 % осіб, у тому числі 17,2 % дітей у віці до 18 років та 18,0 % осіб у віці 65 років та старших.
Цивільне працевлаштоване населення становило 1269 осіб. Основні галузі зайнятості: освіта, охорона здоров'я та соціальна допомога — 24,3 %, сільське господарство, лісництво, риболовля — 13,4 %, будівництво — 11,0 %, роздрібна торгівля — 8,9 %.